# Ville tartare

Pékin sous la dynastie Qing (vers le début du XX ; la Ville tartare (« ville intérieure » ou « Inner city »), au centre de laquelle se trouve la Cité impériale et la Cité interdite (en orange). La « ville extérieure » (ou « Outer city ») désignant ici la Ville chinoise.

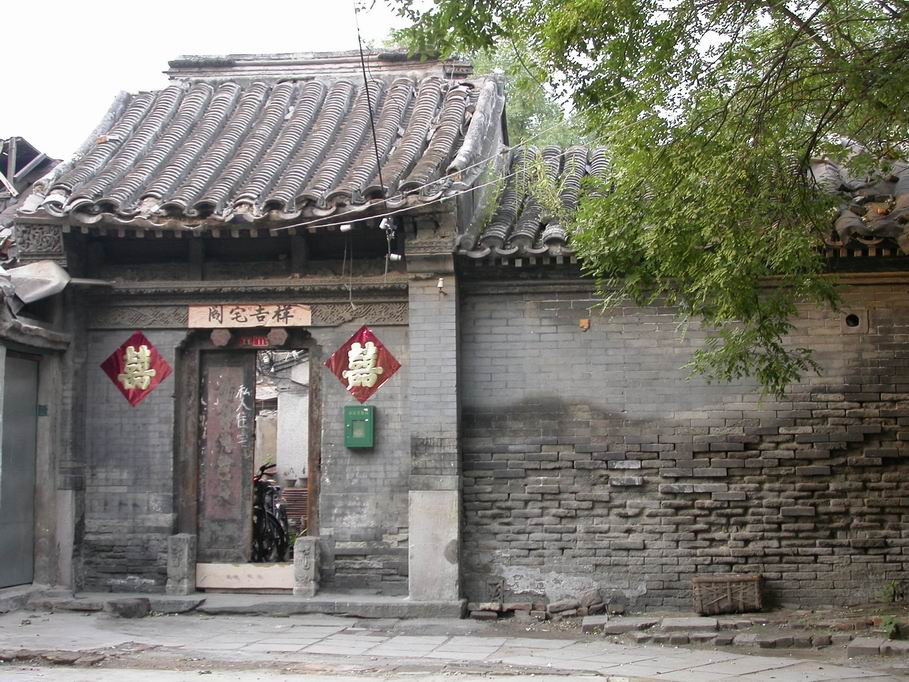
Porte d'entrée dans un hutong, l'un des vieux quartiers de la ville tartare

La ville tartare (chinois simplifié : 内城 ; chinois traditionnel : 內城 ; pinyin : Nèichéng ; litt. « ville intérieure »), appelée aussi Ville mongole ou Ville intérieure (de Pékin), est un quartier historique de Pékin en République populaire de Chine. Elle s'étend autour de la Cité impériale et inclut notamment la place Tian'anmen et la colline de Charbon, ainsi que la tour de la Cloche et la tour du Tambour. La Ville tartare a la forme d'un carré aligné sur les points cardinaux et mesure environ six kilomètres de côté. Ses murailles ont été abattues en 1958.

## Nom
Elle doit son nom aux Mongols, puis aux Mandchous (les turco-mongols et les Toungouses, dont les Mandchous font partie, étant surnommés en occident les Tartares) établis à Khanbalik, actuelle Pékin, lors de l'accession de la dynastie Yuan. Cette ville est prise au Khitans, qui en avait fait leur capitale du sud (nommée alors en chinois Nanjing, littéralement capitale du Sud ou Yanjing (燕京, littéralement capitale des hirondelles)), par les Mongols.

## Description
Ils rebâtirent la ville autour de la Cité impériale, qui comporte depuis la dynastie Qing, mandchoue, la Cité interdite, la partie centrale de la ville entourée de murailles. Au sud de celle-ci se développa une seconde ville où s'établit la population chinoise, entourée d'autres remparts et qui fut dès lors appelée Ville chinoise. La ville tartare a fait l'objet depuis les années 1990 d'importantes reconstructions et rénovations et les quelques quartiers traditionnels (hutong) ne subsistent désormais que dans la partie nord de la ville tartare, à proximité des lacs et des deux tours traditionnelles, dans la partie Est, entre la cité interdite et Wangfujing, et enfin dans sa partie Sud, au Sud de la place Tian'anmen.
Les portes extérieures de la ville tartare étaient les suivantes (à partir de la place Tian'anmen, et dans le sens des aiguilles d'une montre) :
- vers la ville chinoise :
  - Zhengyangmen (正阳门), porte du Midi, également appelée Qianmen (前门), porte Avant ;
  - Xuanwumen (宣武门), porte de la Proclamation de la loi martiale ;
  - Chongwenmen (崇文门), porte du Respect des Lettres ;
- vers l'extérieur :
  - Fuchengmen (阜成门), porte de l'Abondance ;
  - Xizhimen (西直门), porte dressée de l'Ouest ;
  - Deshengmen (德胜门), porte de la Victoire vertueuse ;
  - Andingmen (安定门), porte de la Stabilité ;
  - Dongzhimen (东直门), porte dressée de l'Est ;
  - Chaoyangmen (朝阳门), porte du Soleil levant ;

Les murailles extérieures et les portes ont pour la plupart été détruites, faisant place à de grands boulevards (deuxième périphérique de Pékin), dont les grands carrefours ont, comme à Paris pour le périphérique, gardé le nom des anciennes portes. La ligne 2 du métro de Pékin suit le tracé des anciennes murailles extérieures de la Ville tartare, de même que le deuxième boulevard périphérique.
Les portes intérieures de la Ville tartare, vers la Cité impériale, étaient les suivantes (à partir de la place Tian'anmen, et dans le sens des aiguilles d'une montre) :
- Tian'anmen (天安门), porte de la Paix céleste ;
- Daqingmen (大清门), porte du Grand Qing ;
- Xi'anmen (西安门), porte de la Paix occidentale ;
- Di'anmen (地安门), porte de la Paix annuelle ;
- Dong'anmen (东安门), porte de la Paix orientale.

Ainsi que deux portes secondaires au sud, Chang'anzuomen (porte droite de Chang'an, 长安右门) et Chang'anyoumen (porte gauche de Chang'an, 长安左门).